# Vărbilău
Vărbilău là một xã thuộc hạt Prahova, România. Dân số thời điểm năm 2002 là 7201 người.